# Štós
Štós (Hongaars: Stósz) is een Slowaakse gemeente in de regio Košice, en maakt deel uit van het district Košice-okolie.
Štós telt 747 inwoners.